# Pern-Lhospitalet
Pern-Lhospitalet es una comuna nueva francesa situada en el departamento de Lot, de la región de Occitania.

## Historia
Fue creada el 1 de enero de 2025, en aplicación de una resolución del prefecto de Lot de 20 de agosto de 2024 con la unión de las comunas de Lhospitalet y Pern, pasando a estar el ayuntamiento en la antigua comuna de Lhospitalet.

## Demografía
Según los datos aportados en la resolución del prefecto de Lot, la comuna se crea con 952 habitantes.

## Composición
| Comuna delegada | Código INSEE | Población (2022) | Superficie (km²) | Densidad (hab./km²) |
| --------------- | ------------ | ---------------- | ---------------- | ------------------- |
| Lhospitalet     | 46172        | 499              | 14.65            | 34                  |
| Pern            | 46217        | 426              | 25.66            | 17                  |